# كلايتون مينيرو
كلايتون باربوسا فيريرا الشهير باسم كلايتون مينيرو (7 يونيو 1985) لاعب كرة قدم برازيلي يلعب حاليا لصالح نادي الدرجة الأولى الأهلي البحريني في مركز الجناح الأيمن من 2015 كما يجيد اللعب في مركزي الجناح الأيسر والمهاجم.

## الإنجازات
- كأس الاتحاد البحريني (1): 2016